# Sky Airline

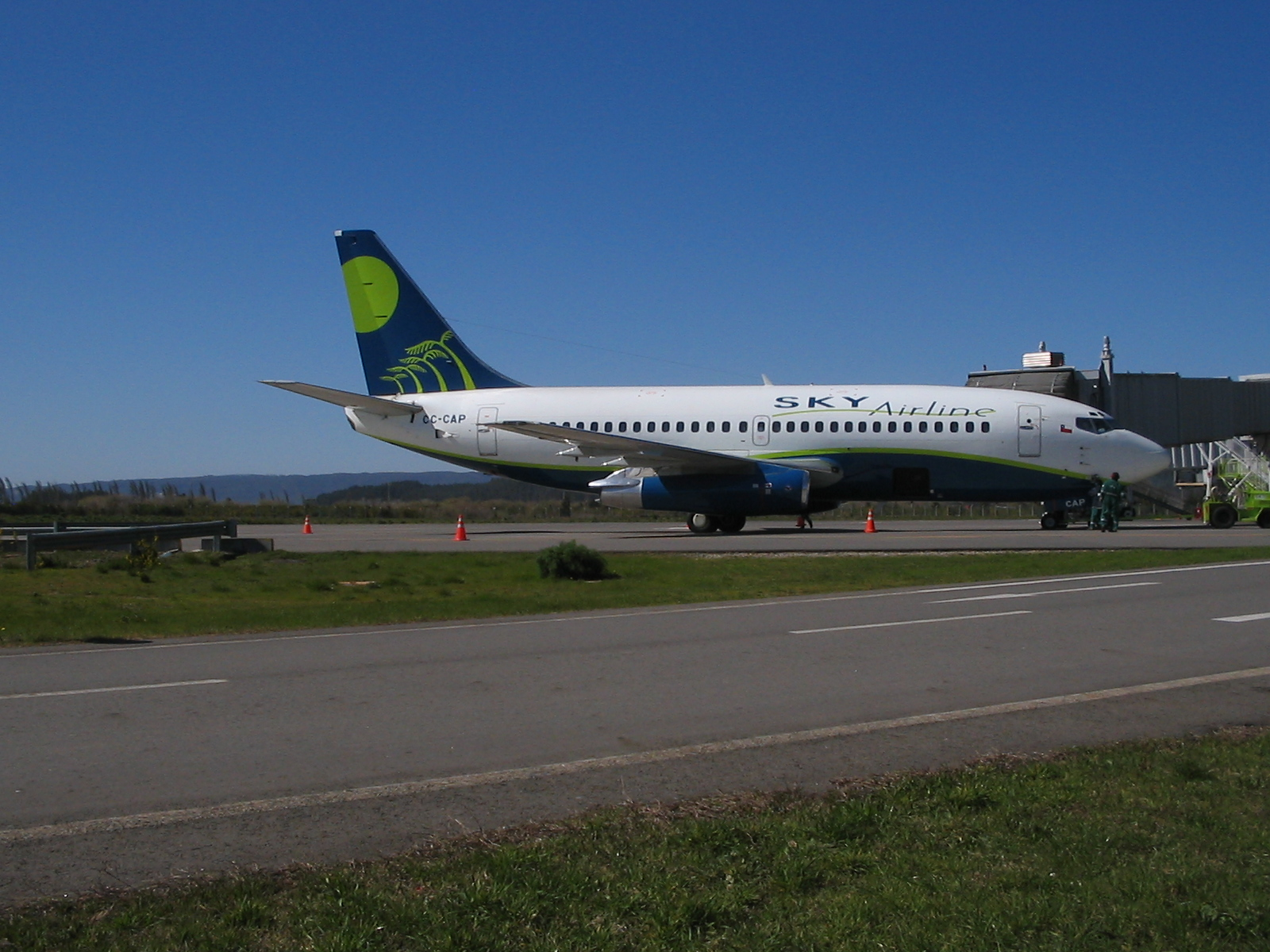
Een Boeing 737 van Sky Airline

Sky Airline is een Chileense luchtvaartmaatschappij met haar basis op Arturo Merino Benitez Airport in Santiago.
Sky Airline voert vooral binnenlandse vluchten uit en is na LAN Airlines de tweede grootste luchtvaartmaatschappij van Chili. De luchtvaartmaatschappij is voor 95% eigendom van haar oprichter, Jurgen Paulmann. De rest van het bedrijf is eigendom van twee kleinere partijen.

## Bestemmingen
| Land       | Stad         | Vliegveld                                    |
| ---------- | ------------ | -------------------------------------------- |
| Argentinië | Buenos Aires | Luchthaven Ministro Pistarini                |
| Bolivia    | La Paz       | Luchthaven El Alto                           |
| Chili      | Arica        | Luchthaven Chacalluta                        |
| Chili      | Iquique      | Luchthaven Diego Aracena                     |
| Chili      | Calama       | Luchthaven El Loa                            |
| Chili      | Antofagasta  | Luchthaven Cerro Moreno                      |
| Chili      | Copiapo      | Luchthaven Desierto de Atacama               |
| Chili      | La Serena    | Luchthaven La Florida                        |
| Chili      | Santiago     | Arturo Merino Benitez Airport                |
| Chili      | Concepción   | Luchthaven Carriel Sur                       |
| Chili      | Temuco       | Luchthaven Maquehue                          |
| Chili      | Puerto Montt | Luchthaven El Tepual                         |
| Chili      | Balmaceda    | Luchthaven Balmaceda                         |
| Chili      | El Salvador  | Luchthaven Ricardo García Posada             |
| Chili      | Punta Arenas | Luchthaven President Carlos Ibáñez del Campo |
| Peru       | Arequipa     | Luchthaven Rodríguez Ballón                  |
| Peru       | Lima         | Jorge Chávez International Airport           |

## Vloot
De vloot van Sky Airline bestond op 23 juli 2016 uit de volgende 15 toestellen:
- 13 Airbus A319-100
- 2 Airbus A320-200